# Jinhan
Jinhan (진한, 辰韓) était une confédération de 12 petits États qui a existé du Ier siècle avant l'ère commune (AEC) jusqu'au IVe siècle de l'ère commune (EC) et qui était centrée sur le bassin du Naktong dans le sud-est de la Corée. Descendant apparemment de la fédération des Jin, Jinhan était l'un des « Trois Han » (Samhan) avec Byeonhan et Mahan et était bordé au Nord par le territoire des Dongye. Jinhan a finalement été absorbé par le royaume de Silla qui formait, à l'origine, un des États de la confédération, sous le nom de Saro.

## Culture
Ces populations affirmaient être composées des descendants de migrants fuyant la politique de travaux forcés de la dynastie Qin, ce territoire leur aurait été accordé par la confédération de Mahan. Par exemple, Yeokkyegyeong a quitté le Joseon de Wiman accompagné par 2000 familles peu avant que cet état ne tombe aux mains des Chinois. Ne parvenant pas à s'installer à Mahan, ils ont continué leur route jusqu'au Naktong.
Le chamanisme n'est pas attesté à cette époque en Corée.
Ce peuple était réputé pour apprécier la danse et la boisson. La culture du riz dominait l'agriculture ; l'élevage concernait surtout les bovins, les chevaux et les poulets et les villages étaient entourés d'une palissade en bois. Cette période correspond à l'âge de fer en Corée et celui-ci est largement utilisé pour la confection d'outils pour l'agriculture tel que les charrues, les faucilles et les pioches. Les gens de Jinhan parlaient pratiquement la même langue que celle de la confédération voisine de Mahan,.

## États confédérés

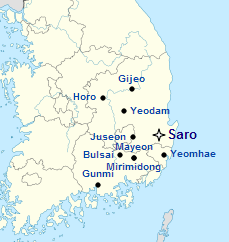
Carte des états confédérés de Jinhan dans le sud-est de la Corée

- Saro (사로국, 斯盧國), aujourd'hui Gyeongju.
- Gijeo (기저국, 己柢國), aujourd'hui Andong.
- Bulsa (불사국, 不斯國), aujourd'hui Changnyeong.
- Geun-gi (근기국, 勤耆國), aujourd'hui Pohang ou Cheongdo.
- Nanmirimidong (난미리미동국, 難彌理彌凍國), aujourd'hui Miryang, aussi appelé Mirimidong. Fait aussi partie de Byeonhan.
- Yeomhae (염해국, 冉奚國), aujourd'hui Ulsan.
- Gunmi (군미국, 軍彌國), aujourd'hui Sacheon. Fait aussi partie de Byeonhan.
- Yeodam (여담국, 如湛國), aujourd'hui Gunwi.
- Horo (호로국, 戶路國), aujourd'hui Sangju.
- Juseon (주선국, 州鮮國), aujourd'hui Gyeongsan.
- Mayeon (마연국, 馬延國), aujourd'hui Miryang.
- U-yu (우유국, 優由國), aujourd'hui Cheongdo ou Yeongdeok.